# سوزان شیفمن
سوزان شیفمن (فرانسوی: Suzanne Schiffman‎؛ ‏۲۷ سپتامبر ۱۹۲۹ – ۶ ژوئن ۲۰۰۱) فیلم‌نامه‌نویس و کارگردان فیلم اهل فرانسه بود.

## فیلم‌شناسی
- مردی که زن‌ها را دوست داشت (فیلم ۱۹۸۳) (۱۹۸۳)
- بالاخره یکشنبه (۱۹۸۳)
- زن همسایه (۱۹۸۱)
- آخرین مترو (۱۹۸۰)
- عشق در گریز (۱۹۷۹)
- اتاق سبز (فیلم) (۱۹۷۸)
- مردی که زنها را دوست داشت (۱۹۷۷)
- پول خرد (فیلم) (۱۹۷۶)
- سرگذشت آدل ه. (۱۹۷۵)
- روز به جای شب (۱۹۷۳)
- دختری زیبا مثل من (۱۹۷۲)
- دو دختر انگلیسی و مرد اروپایی (۱۹۷۱)
- قایقی بر علفزار (۱۹۷۱)
- کانون زناشویی (۱۹۷۰)
- کودک وحشی (۱۹۷۰)
- پری دریایی می‌سی‌سی‌پی (۱۹۶۹)
- بوسه‌های دزدکی (۱۹۶۸)
- فارنهایت ۴۵۱ (فیلم ۱۹۶۶) (۱۹۶۶)
- یک زن شوهردار (۱۹۶۴)
- دسته جداافتاده‌ها (۱۹۶۴)
- پوست لطیف (۱۹۶۴)
- تحقیر (فیلم ۱۹۶۳) (۱۹۶۳)
- سرباز کوچک (فیلم ۱۹۶۰) (۱۹۶۳)
- گذران زندگی (۱۹۶۲)
- ژول و جیم (۱۹۶۲)
- زن زن است (۱۹۶۱)
- به پیانیست شلیک کن (۱۹۶۰)
- پاریس از آن ماست (۱۹۶۰)